# Robert le Diable
Pour les articles homonymes, voir Robert le Diable (homonymie).
Robert le Diable est une figure légendaire du Moyen Âge.

## La légende de Robert le Diable
C'est au début du XIIIe siècle qu'un anonyme rédigea un récit en vers de l'histoire de Robert le Diable. Il reprenait sûrement les éléments d'une tradition orale. D'après cette légende, la femme du duc Aubert, Indre, désespérant d'avoir un enfant, invoqua Satan à cet effet. Ainsi, naquit Robert le Diable. L'enfant grandit et devint une terreur pour ses compagnons et pour la contrée. Jusqu'au jour où, adolescent, sa mère lui avoua son origine diabolique.
Robert changea alors d'attitude. Il quitta la Normandie et pour faire pénitence, se voua à un silence absolu, se fit passer pour un fou, selon les conseils d'un ermite, partageant, pour s'humilier, sa nourriture avec les chiens. À Rome ou à Byzance, il se fit remarquer par l'empereur, qui l'intégra à sa cour. L'exilé s'illustra dans trois batailles contre les Sarrasins et sauva ainsi l'Empire. L'empereur lui offrit la main de sa fille, mais il refusa, préférant mener une vie d'ermite.

## Un personnage historique?

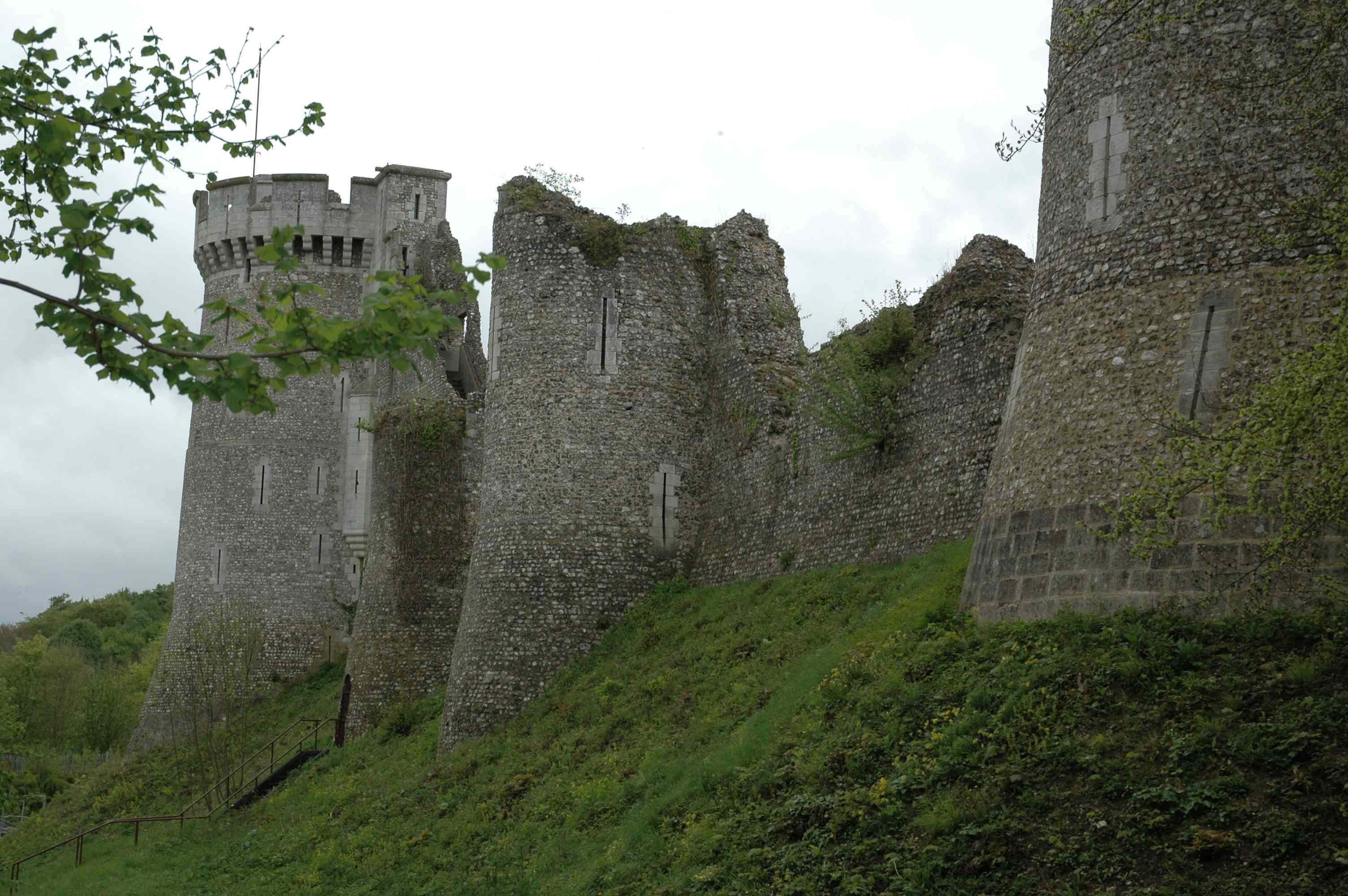
Château de Robert le Diable.

Robert le Diable a donné son nom à un château situé à Moulineaux, près de Rouen, en bordure de l'autoroute A13. Mais aucune preuve de sa construction par ce personnage n'existe, d'autant plus que les parties en ruine les plus anciennes datent du XIIIe siècle.
Il est en tout cas difficile de croire que Robert corresponde à un personnage qui ait réellement existé. Le récit comporte très peu de références historiques, et quand il y en a, elles se révèlent incohérentes.
Certains auteurs ont cru y voir Robert le Magnifique, duc de Normandie et père de Guillaume le Conquérant. Leur vie a en effet des points communs : une adolescence turbulente, un séjour à Constantinople auprès de l'empereur, des violences contre le clergé suivies d'une assimilation au diable, un repentir apparemment sincère et un pèlerinage expiatoire (le personnage littéraire va à Rome, tandis que Robert le Magnifique se rend à Jérusalem), enfin une mort édifiante. Cependant, des divergences importantes existent : Robert n'a pas eu de mère nommée Indre, il n'a pas renoncé au duché de Normandie pour devenir ermite, etc. D'autres auteurs ont établi quelques parallèles avec Robert II de Bellême, un seigneur normand dépeint comme cruel, contemporain de Guillaume le Conquérant. Quoi qu'il en soit, même si on peut être tenté de concilier interprétation historique et vision légendaire en se fondant sur des analogies, celles-ci restent très fragiles.

## Adaptations artistiques

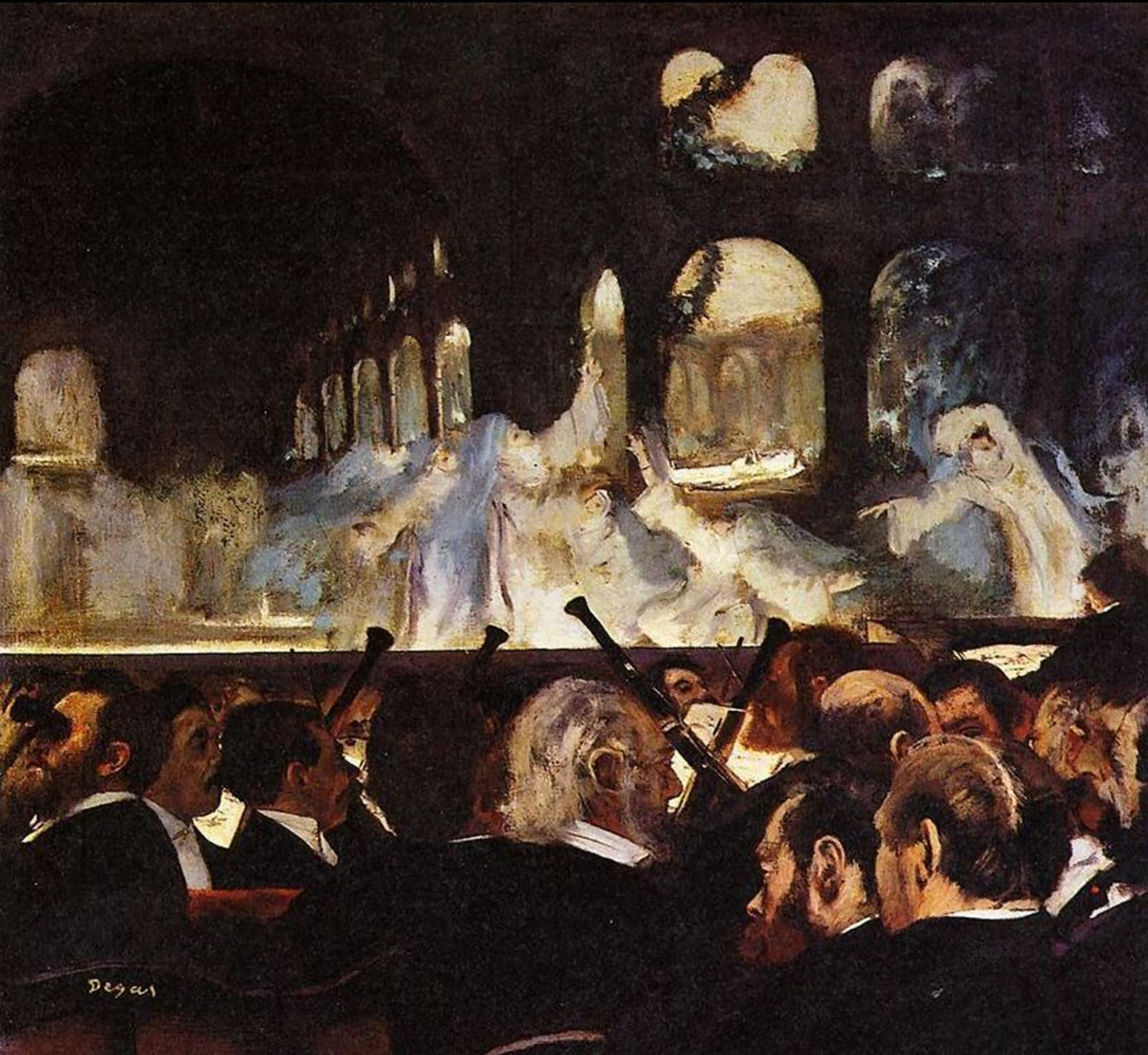
Edgar Degas, Le Ballet de « Robert le Diable » (1876) (Victoria and Albert Museum).

- Robert le Diable est un opéra en cinq actes de Giacomo Meyerbeer, livret d'Eugène Scribe et Germain Delavigne, créé le 21 novembre 1831 dans la salle Le Peletier de l'Opéra de Paris.
- Réminiscences de Robert le Diable est une œuvre pour piano créée par Franz Liszt en novembre 1840 à Hambourg, d'après l'opéra de Meyerbeer.
- Robert le Diable est le nom d'un court métrage réalisé en 1910 par Étienne Arnaud, dans lequel joue Léonce Perret.
- Dans un poème de son recueil Sans cou (1934), Robert Desnos rapporte son prénom à Robert le Diable.
- Robert le Diable est le titre d'un livre écrit par Thierry Sandre, illustré par Moreau de Tours ; Éditions de l'Amitié, G.-T. Rageot, 1945.
- Louis Aragon a écrit un poème sur Robert Desnos, intitulé « Complainte de Robert le Diable » (paru dans Les Poètes, en 1960), mis en musique et chanté par Jean Ferrat en 1971, dans l'album Ferrat chante Aragon.
- Pascal Quignard mentionne sa légende au chapitre XIV de La Barque silencieuse en l'assimilant à Robert II.
- Dans son livre Dominium Mundi, François Baranger introduit le personnage de Robert de Montgomery surnommé Robert le Diable, seigneur cruel inspiré de la légende du personnage éponyme.
- Un documentaire réalisé par Alban Vian en 2023, Robert et le diable, raconte l'évolution du mythe Robert le diable à travers les siècles[2].